# Norberto Bautista
Norberto Claudio Bautista (ur. 30 grudnia 1940 w Rosario, zm. 13 maja 1987) – argentyński piłkarz grający podczas kariery na pozycji środkowego obrońcy.

## Kariera klubowa
Norberto Bautista rozpoczął karierę w klubie Rosario Central w 1959. W 1968 występował w stołecznym Banfield. Ogółem w latach 1959-1968 rozegrał w lidze argentyńskiej 126 meczów. W 1969 wyjechał do kolumbijskiego klubu Deportivo Cali. Z Deportivo zdobył mistrzostwo Kolumbii w 1970. W 1972 był zawodnikiem klubu Cúcuta Deportivo, a w latach 1973-1974 Amériki Cali. Karierę zakończył w drugoligowym Central Córdoba Rosario w 1976.

## Kariera reprezentacyjna
Jedyny raz w reprezentacji Argentyny Bautista wystąpił 31 marca 1963 w zremisowanym 1-1 meczu z Paragwajem w Mistrzostwach Ameryki Południowej. Na turnieju w Boliwii Argentyna zajęła trzecie miejsce.